# Anduvning
Anduvning er et maritimt udtryk, som betegner en fase af en sejlads hvor man nærmer sig kysten fra åben sø. Under anduvning vil man typisk prøve at få landkending, og det er således overgangen til navigation i kystnært farvand. Udtrykket bruges også, når man nærmer sig sejlrender eller havneindløb.

## Afmærkning
Mange steder er der opsat sømærker og fyr for at hjælpe ved anduvning. De har altså hovedsagelig til formål at give landkending på større afstand. Anduvningsfyr er de højeste og mest lysstærke fyr og er normalt er udført som roterende blinkfyr placeret ved åbne kyster samt på øer og rev i åbent farvand.
Anduvningsbøjer (eller anduvningsmærker) er sømærker placeret et stykke før indsejlinger til løb og sejlrender for at hjælpe skibstrafikken ind i løbet. Anduvningsbøjer er normalt midtfarvandsafmærkninger.

## Søkort
Der er også særlige søkort som er beregnet til anduvning. Det er kort som dækker større farvandsafsnit (som f.eks. Kattegat) og som kun angiver den overordnede afmærkning. Man vil så skifte til mere detaljerede kort når man nærmer sig kysten eller mere vanskelige besejlingsforhold.